# アルトゥーナ駅
アルトゥーナ駅（英語：Altoona Station）は、ペンシルベニア州アルトゥーナ11番街1231にある駅。 バスの乗り換えが出来る。

## 利用可能な鉄道路線／列車
アムトラックキーストン回廊のアルトゥーナ駅に停車する列車は下記の通り。
ピッツバーグとニューヨーク間の昼行長距離列車ペンシルベニアン号…1日1往復停車